# Памятник Юрию Гагарину (Рига)
Памятник Юрию Гагарину в Риге был  установлен в 2004 году к 70-летнему юбилею со дня рождения Юрия Алексеевича Гагарина. Памятник находится в парке Кронвальда.
Автором памятника выступил скульптор Глеб Пантелеев. Он родом из Риги, окончил здесь Латвийскую Академию Художеств, в настоящее время сам является профессором в этом вузе.
Интересной особенностью этого памятника является то, что по замыслу художника, Юрий Алексеевич Гагарин изображён на этом монументе таким, каким он мог  выглядеть, если бы он не погиб в авиакатастрофе во время испытательного полёта с Серёгиным, а сумел дожить до преклонного возраста. В ряде источников данный памятник называют самым оригинальным памятником Гагарину.
Основываясь на фотографиях и видеоизображениях, скульптор Глеб Пантелеев построил объёмное изображение, которое является  моделью внешности Юрия Гагарина в старости.

## Юрий Гагарин в Риге
Гагарин побывал в Риге осенью 1963 года. Визит в этот город был внеплановый, Гагарин оказался здесь из-за того, что по причине непогоды самолёт, в котором он летел, был вынужден сесть на временную стоянку. Во время своего пребывания в Риге  Юрий Гагарин совершил прогулку по нему, осмотрев город. Во время этого незапланированного визита тогдашний мэр города Янис Пакалнс вручил Гагарину знак Почётного гражданина Риги. 

## Описание памятника
Памятник представляет из себя бюст, выполненный из бронзы и помещённый на постамент из чёрного камня. Фактически, он представляет из себя скульптурное изображение головы Юрия Гагарина постаревшим, так, как он мог бы выглядеть в возрасте 70 лет – в том году, когда был установлен памятник.
На памятнике помещена табличка, выполненная из латуни, с именем первого космонавта на латышском языке, ниже указан год установки памятника – 2004.